# 大白猪

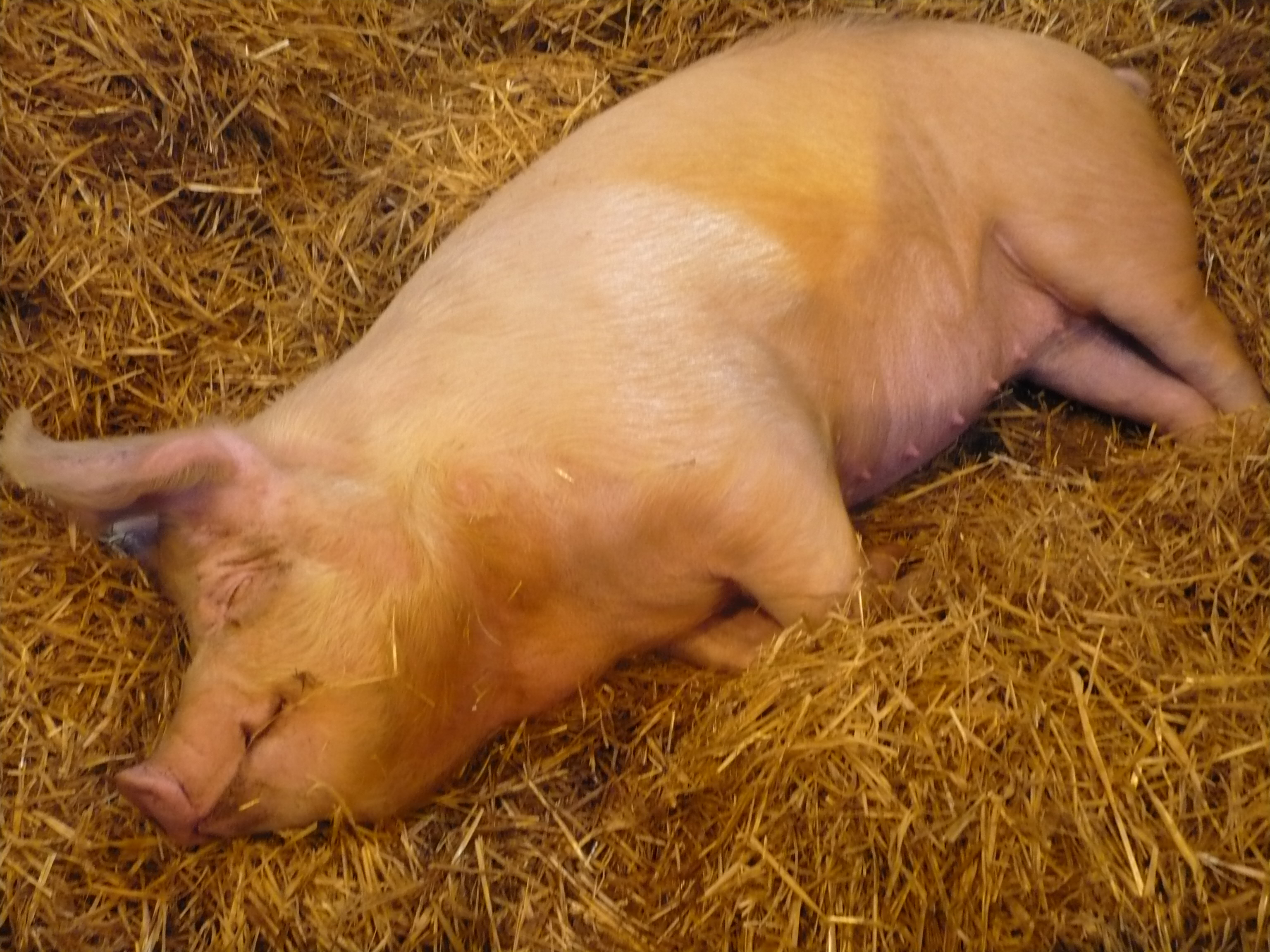
法国的一头大白猪

大白豬（Large White），也称为英国大白，是起源于约克郡（Yorkshire）的一个家猪品种，因此也称约克夏猪。这一品种在1868年首次得到认可，是北美的美国约克夏猪的品种来源。
大白是世界上最著名的品种之一，广泛应用于集约化养猪的杂交体系中。大白猪体格较大、毛色为白色，耳朵直立。成年公猪体重300－500公斤，母猪200－350公斤；繁殖力强，每胎产仔10－20头。
大白猪最早是一种户外品种，目前主要饲养于商品猪配种体系。

## 历史
大白猪于1868年首次得到品种认可，是国家种猪育种联合会（National Pig Breeders' Association，现在是英国养猪协会〔British Pig Association〕）最初的创始品种之一，并在1884年发表了第一本品种手册（herdbook）。大白猪的早期历史很难追溯。新品种在1831年的温莎皇家展览（Windsor Royal Show）首次得到关注。
19世纪末以前，英国大白猪已经在全世界占住了位置。一些育种者将种猪出品到澳大利亚、加拿大和俄罗斯以及大多数欧洲国家。1970年代早期，现代性能测定程序的开发拿到对英国大白猪的大范围需求。在1970年代最初的3年中，超过8500头大白种猪出品到世界上的各个地方。1990年代早期，美国将对活重的溢价更改为对瘦肉率的溢价，引起了新一轮英国大白的大量出口。